# Roy Bosier
Roy Bosier (bürgerlicher Name Roy Walter Bosshard; * 11. März 1931 in Schottland; † 4. September 2006 in Zürich) war ein Schweizer Schauspieler, Schauspiellehrer und Choreograf.

## Leben
Bosshard stammt aus einer Schweizer Familie, wohin diese auch zurückkehrte, als der junge Roy im Alter von vier Jahren durch Mumps sein Gehör verlor. Nach dem Erlernen des Lippenlesens, seiner Schulzeit und einem Handelsdiplom wurde er Kürschner und nahm daneben Tanzunterricht. Als er nach Paris übersiedelte, fand Bosier Arbeit bei Pierre Cardin als Praktikant und später Angestellter des Modezaren, dessen Kollektionen er designte. Daneben entwarf er die Kostüme für die Folies Bergère. Als Schüler von Pantomime Étienne Decroux lernte er bald bekannte Mimen wie Jean-Louis Barrault und Marcel Marceau sowie Regisseur Giorgio Strehler kennen, die ihm den Anfang als Schauspiellehrer erleichterten. Zu Bosiers Schülerinnen gehörte u. a. auch Claudia Cardinale. Eigene Auftritte in Filmen von Sergio Leone, Roman Polanski und Federico Fellini wurden von Bühnenengagements am Piccolo Teatro in Mailand begleitet, die schließlich 1963 in der Gründung des eigenen „Teatro Studio“ in der italienischen Hauptstadt Rom gipfelten.
In den späten 1970er Jahren kehrte Bosier nach Zürich zurück; seine Tochter wurde 1983 geboren. Am Schauspielhaus Zürich war er ab 1987 als Choreograph (was er bereits seit 1954 temporär gewesen war), Fechtmeister und Bewegungslehrer, gelegentlich auch als Schauspieler, beschäftigt. In seiner letzten Berufsphase wurde Bosier Physiotherapeut mit eigener Praxis in Zürich, wo er 2006 starb.

## Filmografie (Auswahl)
- 1967: Eine Kugel für Mac Gregor (7 donne per i Mac Gregor)
- 1968: La Bambolona – die große Puppe (La bambolona)
- 1971: Der Clan, der seine Feinde lebendig einmauert (Confessione di un commissario di polizia al procuratore della repubblica)
- 1971: Todesmelodie (Giù la testa)
- 1975: Nobody ist der Größte (Un genio, due compari, un pollo)
- 1976: Hector, der Ritter ohne Furcht und Tadel (Il soldato di ventura)
- 1990: Der Berg